# Steinmetzschakeling
De steinmetzschakelingen zijn aansluitschakelingen waarbij een driefasige asynchrone motor door middel van een condensator wordt aangesloten op een eenfasige wisselspanning.
Dit principe is vernoemd naar Charles Proteus Steinmetz, een elektrotechnicus die als eerste het gedrag van de wisselstroommotor wiskundig wist te doorgronden en te beschrijven.

## Principe
Wordt bij een driefasige kortsluitankermotor een van de lijndraden onderbroken dan zal de motor onder invloed van het resulterende magneetveld gewoon blijven doordraaien. Probleem is alleen dat de motor niet kan aanlopen. Daarom wordt één statorwikkeling als aanloopwikkeling gebruikt, waarbij de extra condensator zorgt voor de vereiste faseverschuiving. Na aanloop kan de condensator eventueel afgeschakeld worden (aanloopcondensator), of in bedrijf blijven (bedrijfscondensator). In plaats van 120° zorgt de condensator voor een faseverschuiving van minder dan 90°. Het gevolg is dat er een elliptisch draaiveld wordt gegenereerd, voldoende om de motor een draairichting te geven zodat deze zelfstandig kan starten. 
De algemene formule voor het berekenen van de bedrijfscondensator met de capaciteit C:
{\displaystyle C={\frac {2P}{{\sqrt {3}}\,\omega \,U^{2}}}}
Hierin is:
P = Asvermogen van elektromotor
U = Nominale fasespanning
{\displaystyle \omega } = Hoekfrequentie = {\displaystyle {2\pi f}}
f = Netfrequentie (50 Hz)

## Schakelingen
Bij de steinmetzschakeling zijn de volgende combinaties mogelijk:
|                    |                |                      |
| Driehoekschakeling | Sterschakeling | Halve sterschakeling |

Door de aansluiting van de condensator op het net te veranderen, zal de motor de andere kant gaan opdraaien. Het voordeel van de steinmetzschakeling is dat een standaard asynchrone draaistroommotor als een eenfasemotor verkocht kan worden. Wel moet er rekening gehouden worden dat het asvermogen van de motor afneemt tot minder dan 70 % van het vermogen dat op het type-plaatje is vermeld. Als een standaard asynchrone draaistroommotor verkocht wordt als eenfasemotor wordt op het typeplaatje uiteraard wel dat lagere vermogen vermeld, en niet het originele vermogen.

## Toepassing
Door het asymmetrische veld is het koppel van deze motoren veel kleiner dan wanneer de motor op een driefasennet wordt aangesloten. Hierdoor wordt het toepassingsgebied beperkt tot kleine vermogens. Deze motoren worden voornamelijk toegepast in huishoudelijke apparaten, zoals in wasmachines, compressoren in koelkasten en vriezers, etc.